# Marcel Brauman
Marcel Brauman (* 1963 Hamburk; německy Marcel Braumann, pseudonym Piwarc) je lužickosrbský novinář, bloger a šéfredaktor Serbských Nowin.

## Život
Narodil se v roce 1963 v Hamburku jako syn válečného reportéra Randyho Braumanna. V roce 1991 přesídlil na východ Německa. Hornolužickou srbštinu se naučil až v dospělosti. Mezi lety 1992 a 1999 pracoval jako novinář deníku Neues Deutschland, v letech 2000 až 2019 působil jako tiskový mluvčí frakce Die Linke v Saském zemském sněmu. Od roku 2020 byl tiskovým mluvčím Domowiny a osobním referentem jejího předsedy Dawida Statnika. Od 1. prosince 2022 nahradil Janeka Wowčerja na pozici šéfredaktora Serbských Nowin. Kromě toho byl autorem vlastního blogu Piwarc, na kterém kriticky komentoval dění v Lužici.
Marcel Brauman je ženatý a bydlí v Łuze.